# بيير نيكول
بيير نيكول (بالفرنسية: Pierre Nicole)‏ هو عالم عقيدة فرنسي، ولد في 19 أكتوبر 1625 في شارتر في فرنسا، وتوفي في 16 نوفمبر 1695 في باريس في فرنسا.

## وصلات خارجية
- بيير نيكول على موقع الموسوعة البريطانية (الإنجليزية)